# جولای گنجشکی دونالدسون اسمیت
جولای گنجشکی دونالدسون اسمیت (نام علمی: Plocepasser donaldsoni) نام یک گونه از سرده جولاهای گنجشکی است.